# Біловоротиця
Біловоротиця (біл. вёска Бялавароціца) — село в складі Вілейського району Мінської області, Білорусь. Село підпорядковане Рабунській сільській раді, розташоване в північній частині області.